# Julius-Trip-Ring

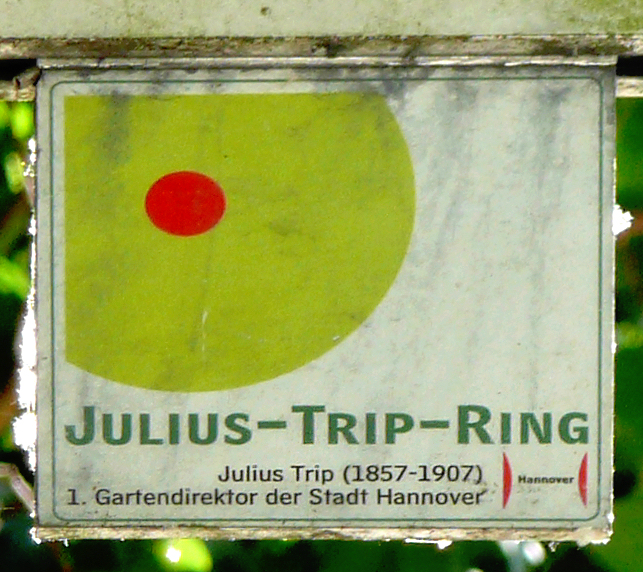
Plakette zur Wegkennzeichnung

Der Julius-Trip-Ring ist ein 24 km langer Rund-Wander- und Fahrradweg, der um die Innenstadt der niedersächsischen Landeshauptstadt Hannover führt. Er ist mit dem um Hannover führenden Grünen Ring verbunden. 

## Beschreibung
Der Weg entstand im Jahre 2007 zum 100. Todestag des ersten hannoverschen Gartenbaudirektors Julius Trip und zeigt die seit seinem Wirken entstandenen Grünflächenqualitäten Hannovers auf. Der mit Plaketten gekennzeichnete Weg führt um das Stadtzentrum herum und an zahlreichen historischen Grünanlagen vorbei. Er richtet sich an Familien mit Kindern zur stadtnahen Erholung mit dem Fahrrad. 
Stationen des Julius-Trip-Rings sind:
| - Maschsee - Maschseequelle mit Staudengrund - Wehr des Schnellen Grabens - Sportpark Hannover - Fährmannsinsel - Café Dornröschen - Wehr Herrenhausen - Herrenhäuser Gärten - Schulbiologiezentrum Hannover | - Grüne Mitte Hainholz und Naturbad Hainholz - Kleingärten - Eilenriede - Steuerndieb - Waldstation Eilenriede - Pferdeturm - Bischofshol - Döhrener Turm . |